# Organización territorial de Irlanda del Norte
Irlanda del Norte está dividida en 26 distritos para fines de administración y gobierno local. Los distritos fueron implantados en 1973 para sustituir el sistema de condados administrativos creado en 1898.

## Historia
Un ley del gobierno local de Irlanda aprobado por el parlamento de Reino Unido en 1898 (Local Government Act 1898 - 61 & 62 Vict. c. 37) fue el marco inicial para el establecimiento de un sistema de gobierno local en Irlanda (similar a lo que fue creado en Gran Bretaña) y la formación de los condados administrativos y sus estatutos en toda la isla. Los seis condados administrativos establecidos en la actual Irlanda del Norte, correspondían exactamente a los condados tradicionales existentes en la época. Dos ciudades con estatuto de condado (county boroughs), Belfast y Derry también fueron creadas. 
En el inicio del siglo XX, toda la isla de Irlanda pertenecía al Reino Unido. Por diversas veces los irlandeses discutieron y lucharon por la independencia. Finalmente, el 6 de diciembre de 1921, el Tratado Anglo-Irlandés fue admitido. En nuestros tiempos, Irlanda es un país independiente perteneciente a la comunidad británica (dominion status), y a los 6 condados del norte, de mayoría protestante, se les permitió tomar sus propias decisiones. El nuevo país pasó a ser llamado Estado Libre de Irlanda (inglés: Irish Free State, gaélico: Saorstát Éireann). El 12 de diciembre de 1922, los seis condados del norte (actual Irlanda del Norte) votaron y decidieron volver al Reino Unido.
La separación de Irlanda del Norte de la República de Irlanda dividió la provincia histórica de Úlster en dos partes: la mayor (con 6 condados en la época de separación) y la actual Irlanda del Norte y la menor (3 condados), son actualmente dos partes discontinuas de la República de Irlanda. En cambio, Irlanda del Norte es frecuentemente mencionada como Úlster o provincia del Reino Unido; estos términos pueden causar confusión, una vez que una parte de la provincia histórica del Úlster se hace parte de la República de Irlanda.
La medida actual del gobierno local de Irlanda del Norte, con 26 distritos, fue establecida en 1973 por 2 actos del gobierno local de Irlanda del Norte aprobado por el parlamento del Reino Unido en 1971 y 1972. Esta medida sustituye el sistema de condados administrativos establecidos en 1898.

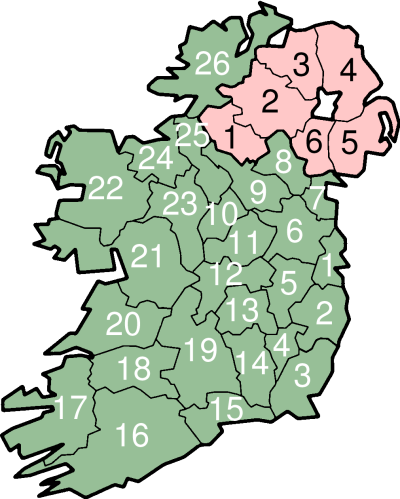
Condados tradicionales y administrativos de Irlanda del Norte (en rosa).

## Condados
Los seis condados tradicionales y antiguos condados administrativos de Irlanda del Norte eran:
1. Condado de Fermanagh
2. Condado de Tyrone
3. Condado de Derry
4. Condado de Antrim
5. Condado de Down
6. Condado de Armagh

Para fines administrativos, existían además dos ciudades con estatuto de condado (county-borough), Belfast y Derry.
Los condados administrativos ya no son usados para fines de gobierno local o administrativo y sólo continúan siendo usados apenas para algunos fines específicos. Para fines administrativos fueron creados en 1973, los 26 distritos.

## Distritos
Los 26 distritos de Irlanda del Norte son:
| 1. Antrim 2. Ards 3. Armagh 4. Ballymena 5. Ballymoney 6. Banbridge 7. Belfast 8. Carrickfergus 9. Castlereagh 10. Coleraine 11. Cookstown 12. Craigavon 13. Derry | 1. Down 2. Dungannon y South Tyrone 3. Fermanagh 4. Larne 5. Limavady 6. Lisburn 7. Magherafelt 8. Moyle 9. Newry y Mourne 10. Newtownabbey 11. North Down 12. Omagh 13. Strabane |  |

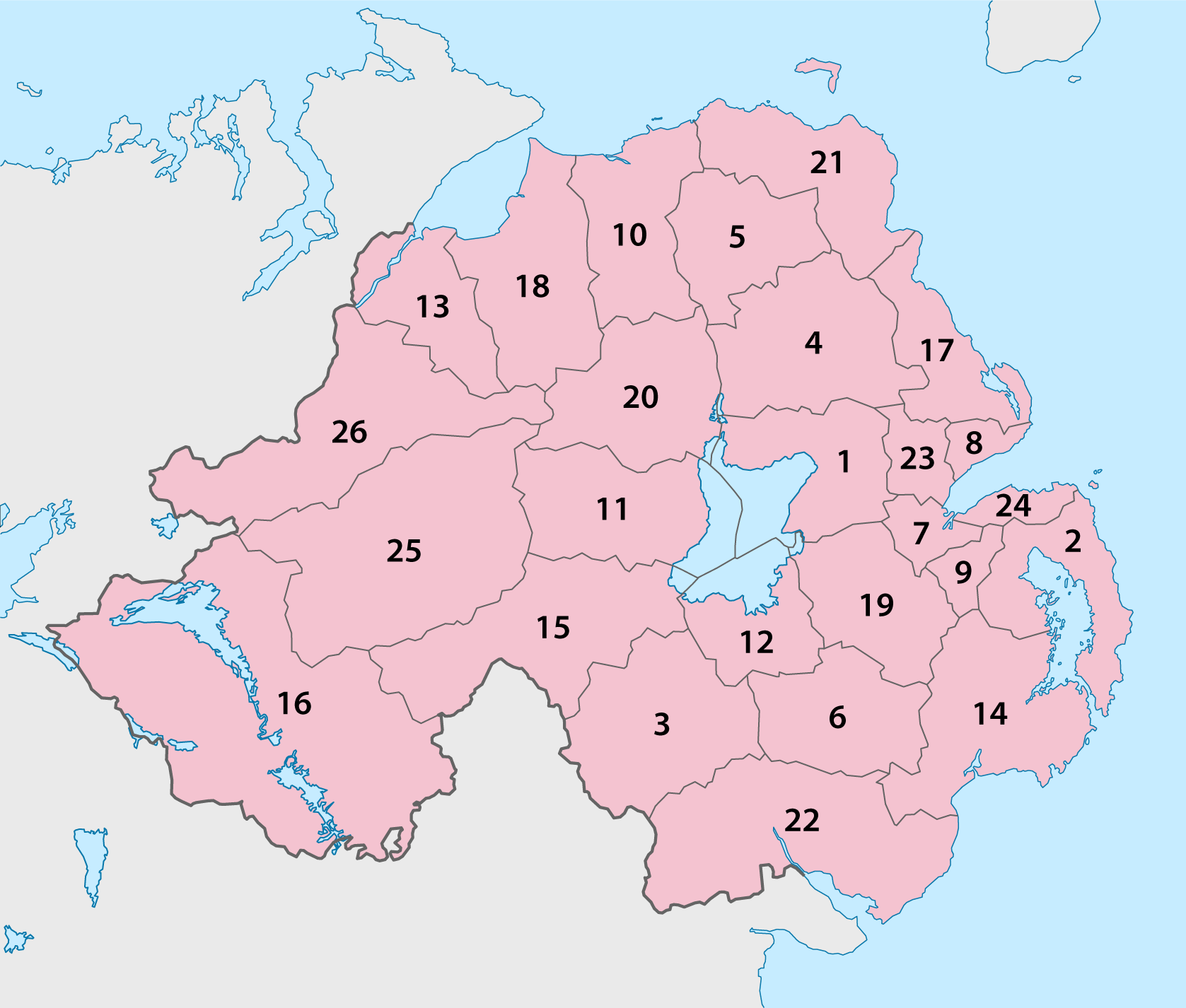
Distritos de Irlanda del Norte.

Los límites territoriales de los distritos, no guardan cualquier relación con los límites de los antiguos condados, no siendo, por tanto, posible subdividir los condados en distritos.